# Daebang (métro de Séoul)
Daebang' (hangeul : 대방 ; hanja : 大方) est une station de correspondance, entre la ligne 1 et la ligne Sillim du métro de Séoul. Elle est située au 300 Yeouidaebang-ro, dans le quartier Singil 7-dong de l'arrondissement Yeongdeungpo-gu de la ville de Séoul en Corée du Sud. Elle dessert notamment le quartier d'affaires Yeouido Yeongdeungpo-gu
Ouverte en 1974, avec la ligne 1, puis elle devient une station de correspondance en 2022, avec l'arrivée de la ligne Sillim. La station est desservie par les rames omnibus et express qui circulent sur la ligne 1, en surface, et par les rames automatiques de la ligne Sillim, en souterrain.

## Situation sur le réseau

Plan du réseau (2023)

Daebang est une station de correspondance, entre la ligne 1 et la ligne Sillim du métro de Séoul. : 
sur la ligne 1 du métro de Séoul, établie en surface, la station Daebang est située entre la station Singil, en direction de la station de bifurcation Guro, vers le terminus ouest Incheon ou le terminus sud Sinchang, et la station Noryangjin, en direction du terminus nord Soyosan ; 
sur la ligne Sillim du métro de Séoul, établie en souterrain, la station Daebang est située  entre la station Saetang, le terminus nord, et la station Seoul Regional Office of Military Manpower, en direction du terminus sud Gwanaksan.

## Histoire
La station de passage de Daebang est mise en service le 15 août 1974, lors de l'ouverture à l'exploitation de la première section de la ligne 1 du métro de Séoul, de la gare de Séoul à Cheongnyangni.
Elle devient une station de correspondance le 28 mai 2022 lors de l'ouverture de la station de la ligne Sillim du métro de Séoul qui est ouverte à l'exploitation sur toute sa longueur ce même jour,.

## Services aux voyageurs

### Accès et accueil
Établie au 211 Sillim-dong, elle dispose de sept accès/sorties, numérotées de 1 à 7. Le bâtiment principal de la station, accès n°7, est situé au nord des voies et quais, en surface, de la ligne 1, il est desservi par la Yeouidaebang-Ro et est en lien direct avec les quais de la ligne 1. Les accès 1, 2, 3, 4 et 5 également en lien direct avec les quais de la ligne 1, sont situés au sud des voies de la ligne 1, de part et d'autre de la voie routière Noryangjin-ro,.

installations
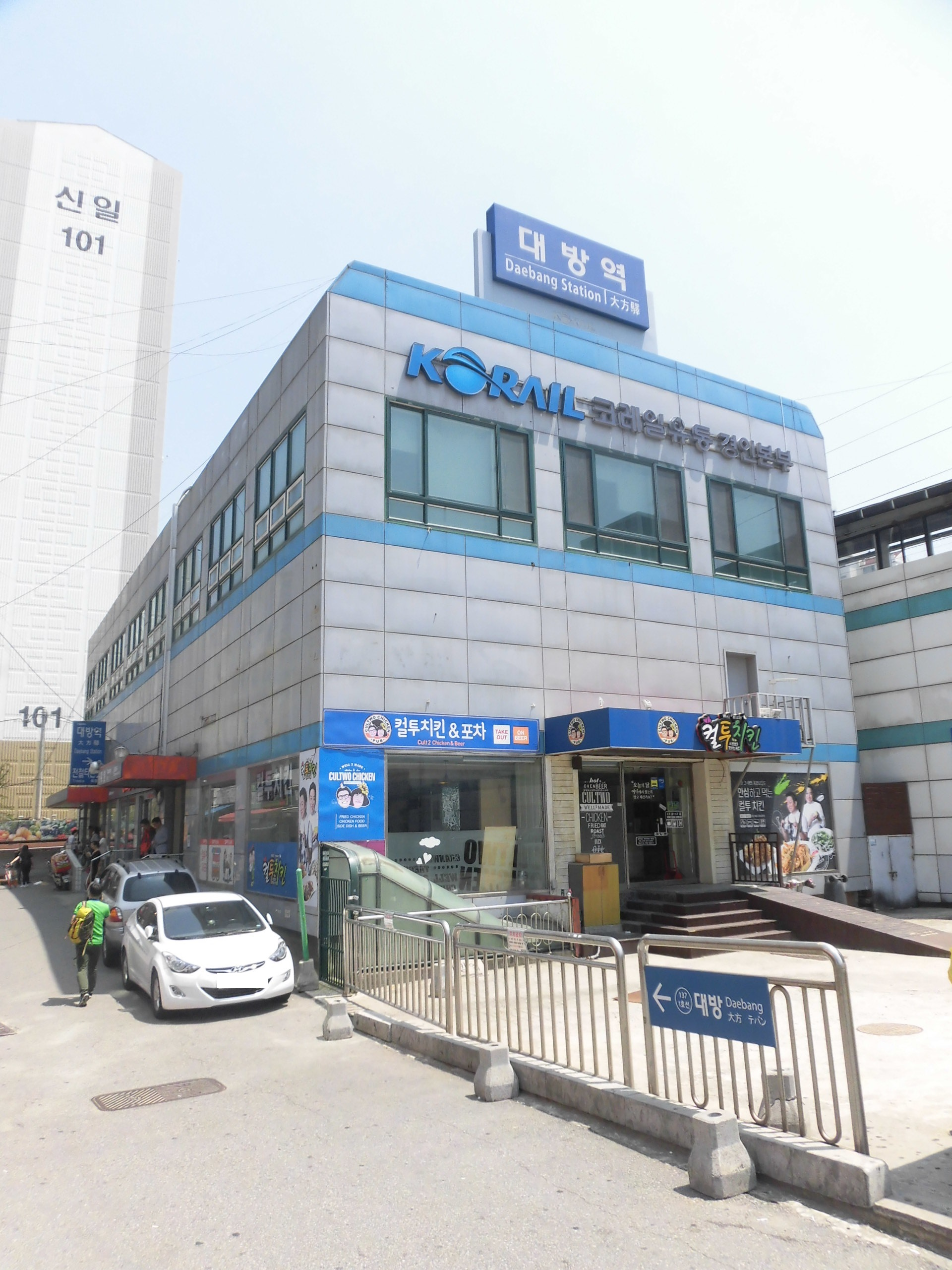
Accès n°7.
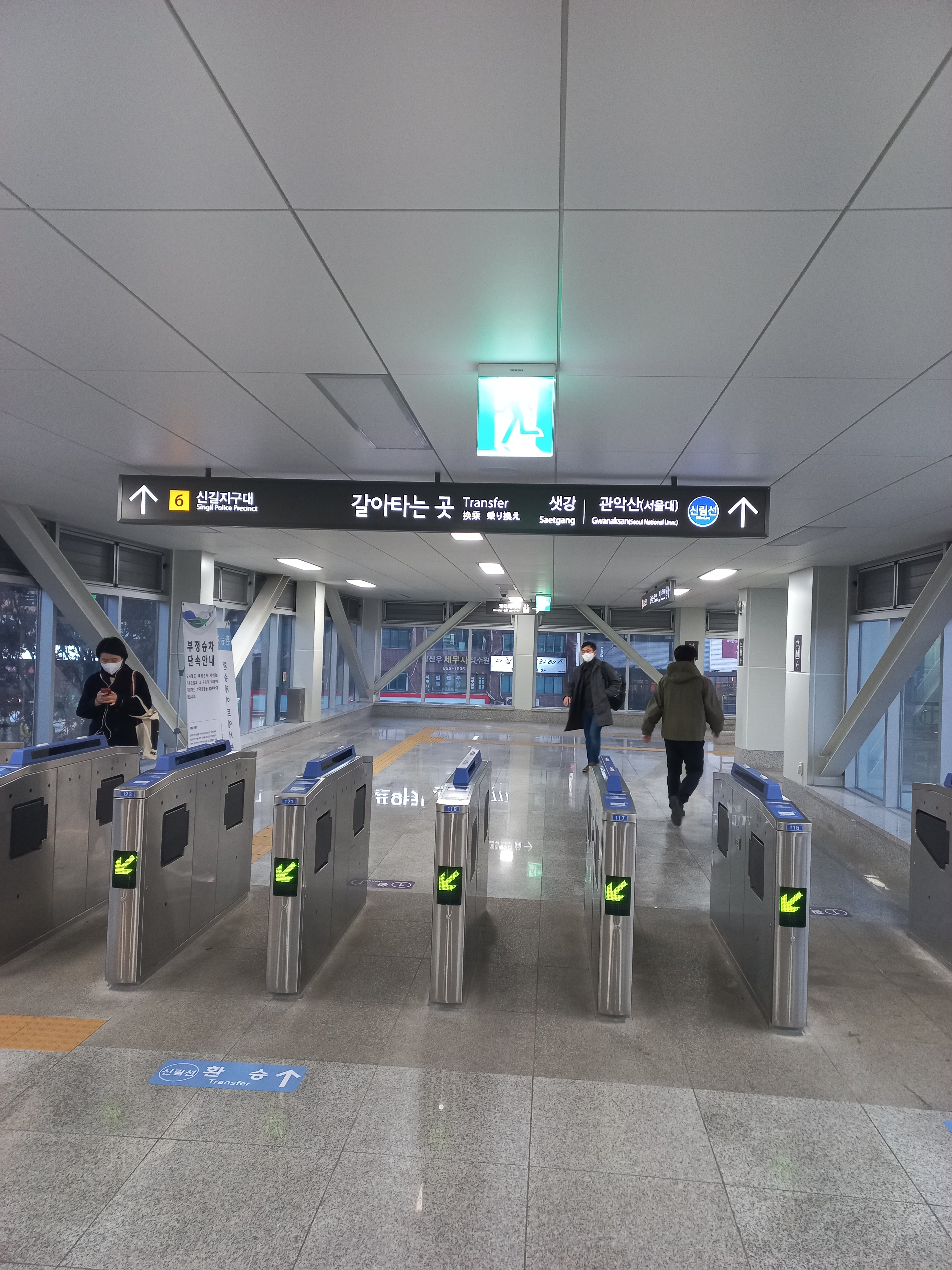
En 2023.
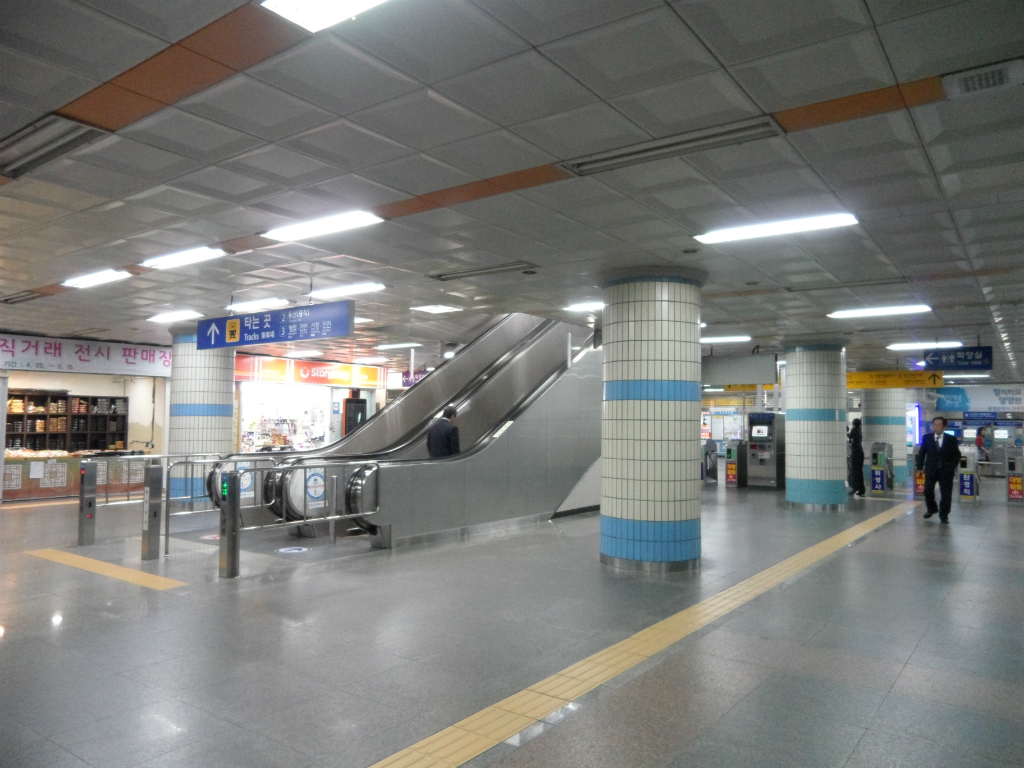
En 2014.

L'accès sortie n°6, au 300 Yeouidaebang-ro, est situé au sud-ouest des voies de la ligne 1 au carrefour entre la Noryangjin-ro et la Yeongdeungpo-ro, il est le point de sortie des installations souterraines de la station de la ligne 6, accessibles aux personnes en situation de handicap du fait des ascenseurs et des escaliers mécaniques permettant les cheminements entre la surface, les paliers intermédiaires et les quais de la stations établis au niveau le plus profond. Un cheminement piéton couvert permet de rejoindre les installations de la station de la ligne 1 et les autres accès/sorties. Outre les ascenseurs, la station dispose de toilettes et d'une salle de soin pour les personnes en situation de handicap,.

#### Station de la ligne 1
Daebang, située en surface, est desservie par les rames omnibus et express de la ligne 1. Elle dispose de quatre quais disposés en surface sur un même niveau, numéroté de 1 à 4 : le quai n°1, un quai latéral, est desservi par des rames express ; le quai n°2, un côté du quai central situé au milieu, est desservi par des rames express ; le quai n°3, deuxième côté du quai central, est desservi par des rames omnibus et express ; et le quai n°4, un quai latéral, est desservi par des rames omnibus et express.

Installations ligne 1
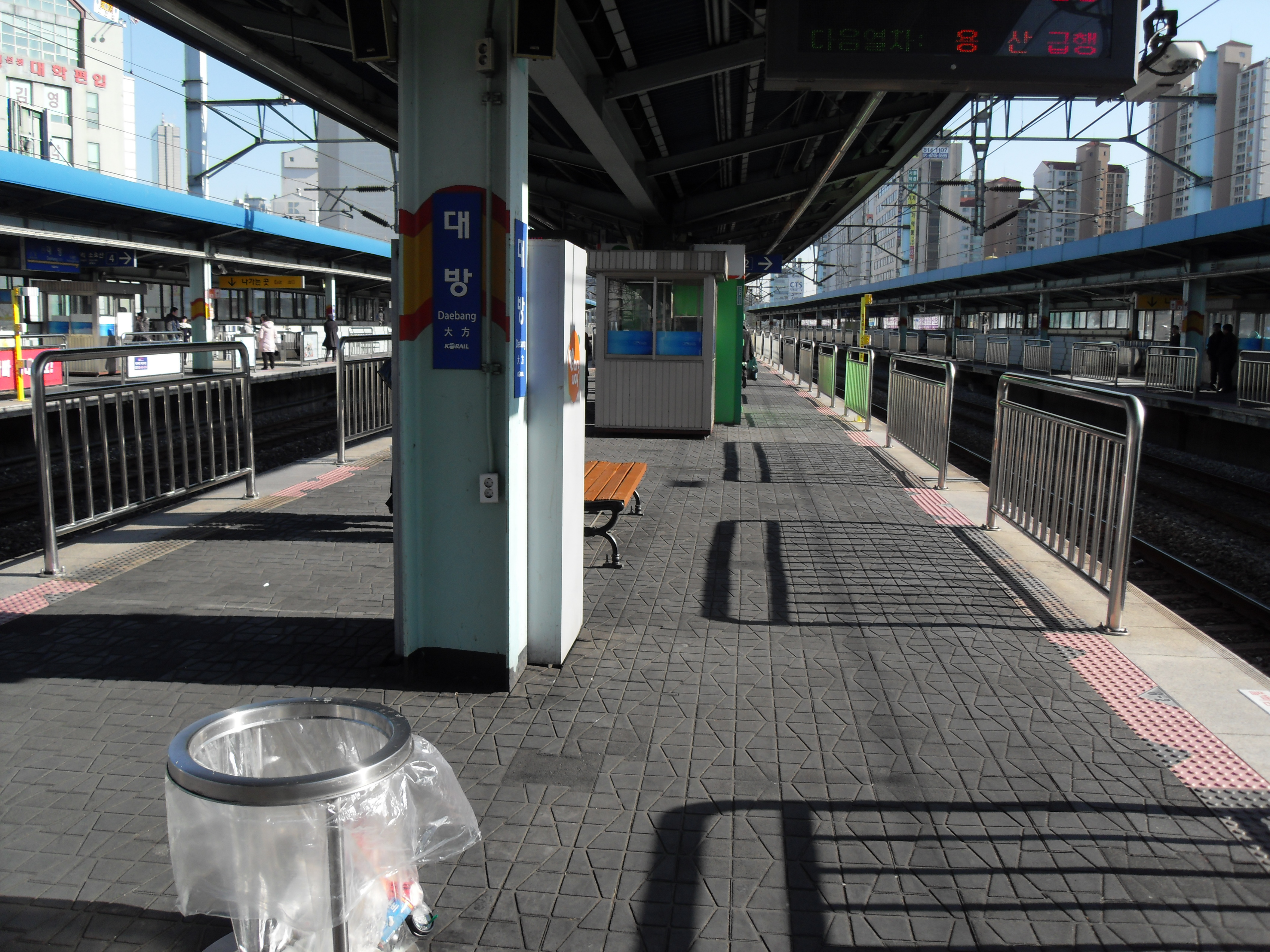
En 2009.
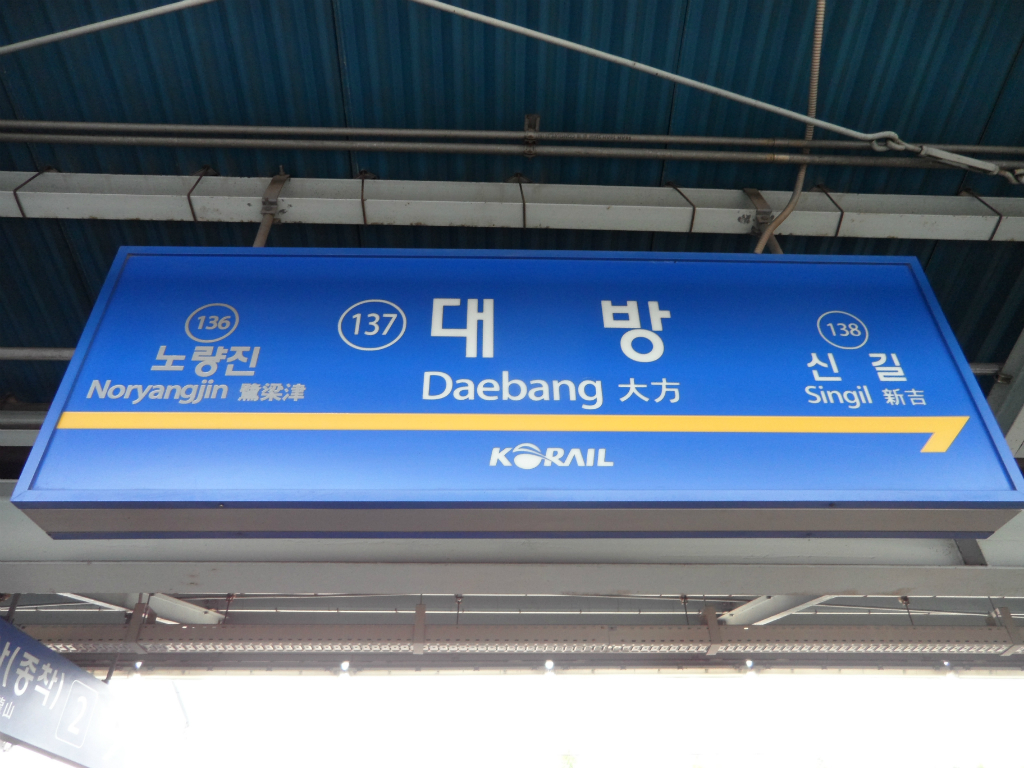
En 2014.
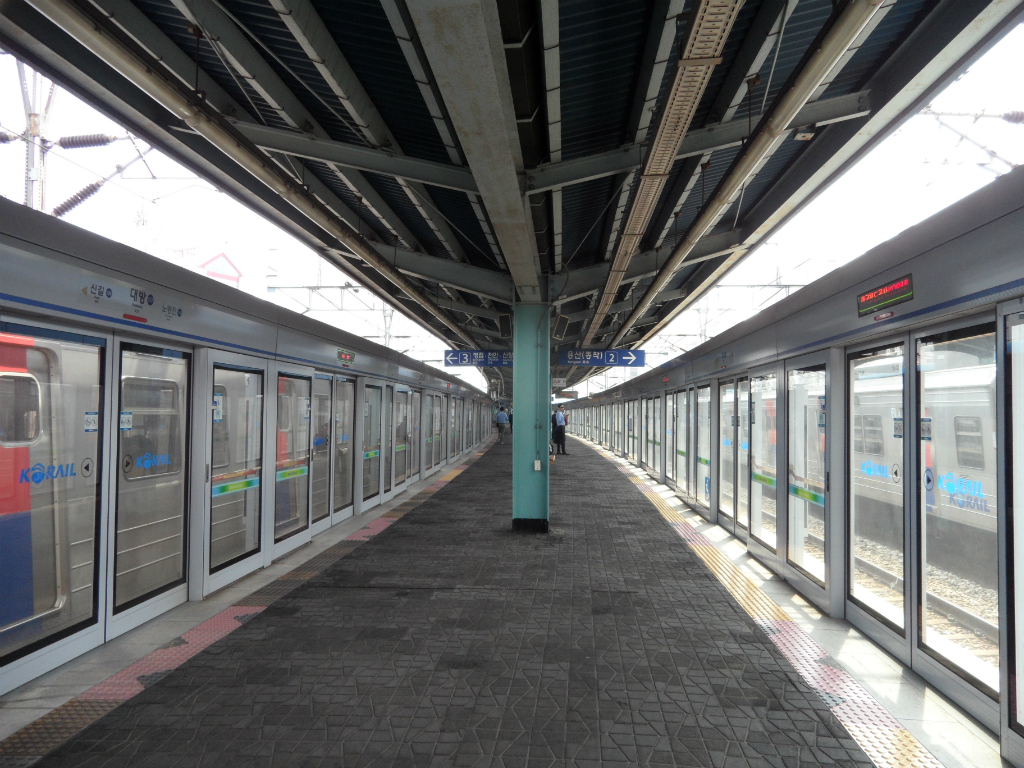
En 2014.

#### Station de la ligne Sillim
Daebang, située en souterrain, est desservie par les rames automatiques de la ligne Sillim. Elle dispose de deux voies encadrées par deux quais latéraux..

Installations ligne Sillim
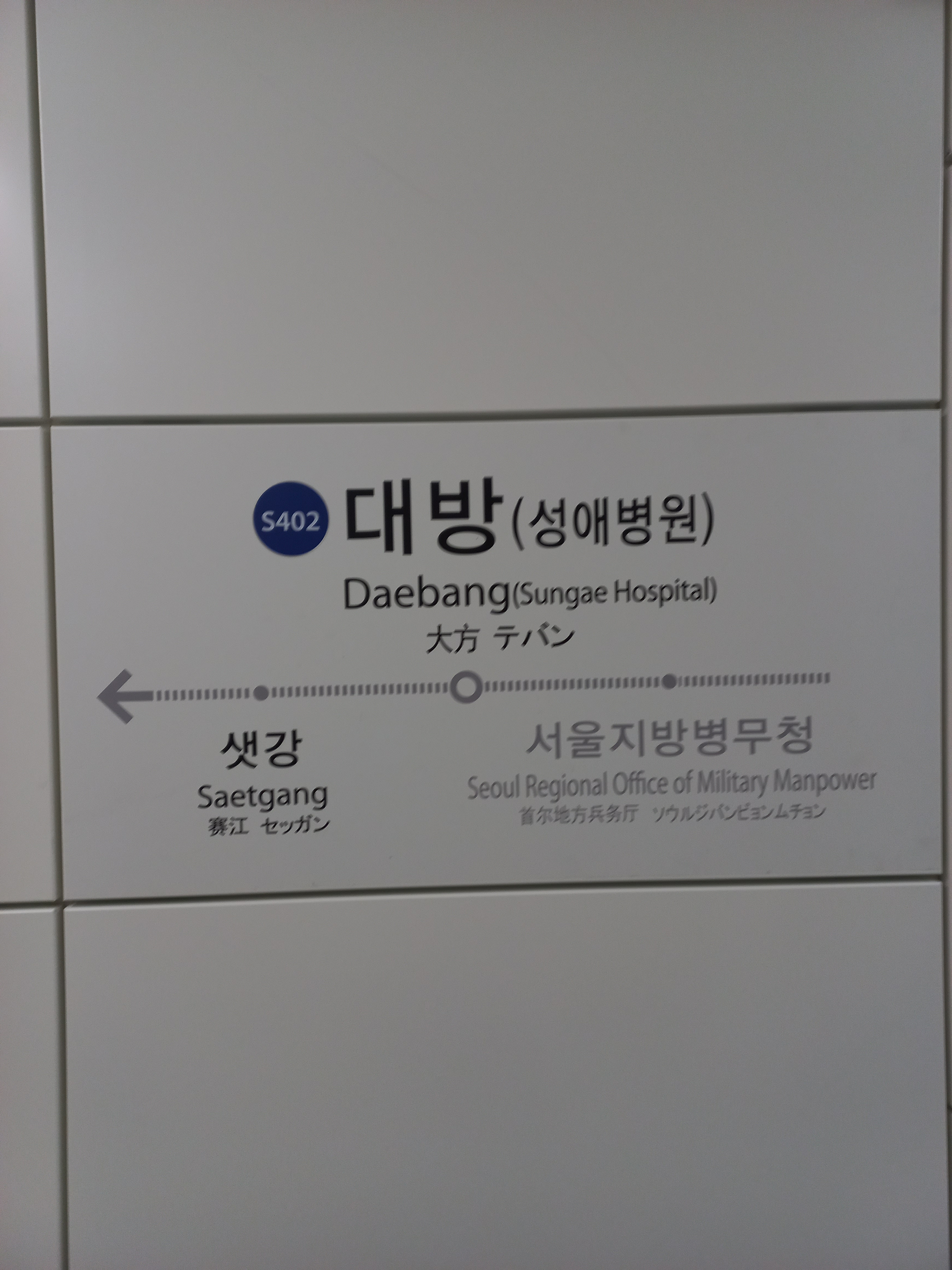
En 2022
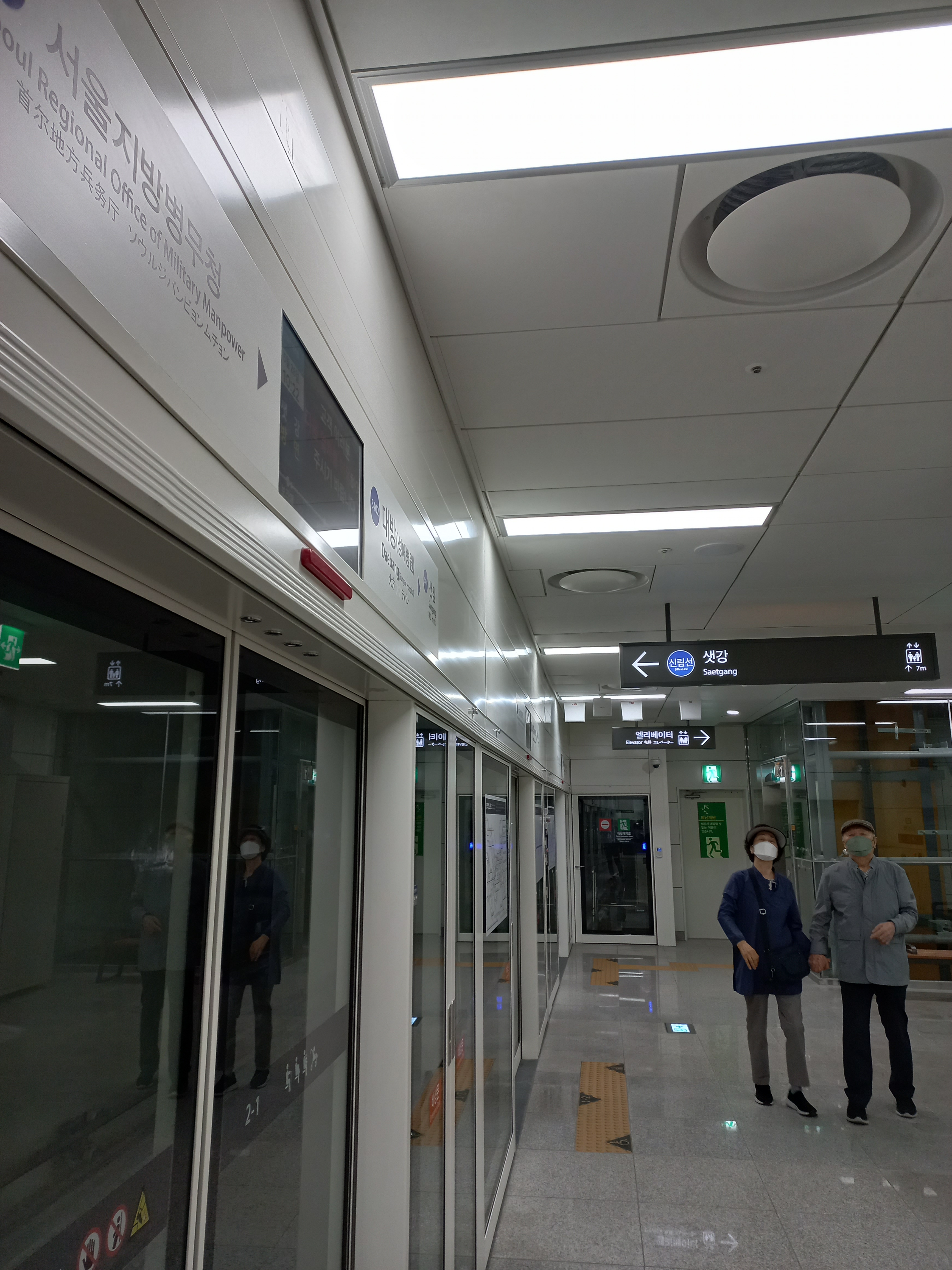
En 2022.

### Intermodalité
Des arrêts de bus urbains sont situés à proximité de certains accès.

## À proximité
On trouve notamment : le Marché aux poissons de Noryangjin le parc Noryangjin et le quartier d'affaires Yeouido.